# 高島拓也
高島 拓也（たかしま たくや、1985年8月16日 - ）は、福岡県出身の俳優。明治大学卒業。血液型AB型。身長164cm、体重65kg。趣味はランニング。神奈川ハーフマラソン完走。2009年潮来トライアスロンで4位入賞。

## 来歴・人物
- 2004年に明治大学演劇サークル『騒動舎』のメンバーとして俳優デビュー。その後、多数の連ドラ出演、舞台出演などを経て、2009年俳優活動を一時休止し、キヤノンマーケティングジャパンに入社。天性の明るさと面倒見の良さ、俳優という経歴を生かし、同期の中でも唯一一人のみが任される連絡部長に就任。
- 2009年11月、俳優活動の再開を決心し日夜レッスンに通う日々だが、早速地元FBS福岡テレビ制作の特別ドラマの出演が決定する。

## 出演作品

### 映画
- サマータイムマシン・ブルース（1999年）
- あずみ（2000年）　一平役
- 僕の彼女はサイボーグ（2001年）

### ドラマ
- のだめカンタービレ（2006年、フジテレビ） - おしゃれ 役
- ガリレオ（2007年、フジテレビ） - TAK 役
- CHANGE（2008年・フジテレビ）
- 猟奇的な彼女6（2008年・TBS）
- スクラップ・ティーチャー〜教師再生〜（2008年・日本テレビ）

### CM
- 味の素（2007年・冷凍から揚げ）
- ニチレイ（2008年・冷凍揚げたこ焼き）
- アートネイチャー（2008年）

## コラム・連載
- 『少年新聞』アゲアゲ★ライフ（2008年）